# The Only Good Punk… Is A Dead One
The Only Good Punk… Is A Dead One — дебютный альбом британской краст-панк-группы Electro Hippies, выпущенный в 1988 году на лейбле Peaceville Records.

## Об альбоме
Оригинал альбома содержит 20 треков, но переиздание 2002 года с укороченным названием The Only Good Punk содержала ещё дополнительных 20 треков, 6 из которых взяты с компиляций, а 14 — с концертного альбома 1989 года.

## Список композиций
1. «Faith» — 0:39
2. «Acid Rain» — 2:53
3. «Run Ronald» — 0:40
4. «Scum» — 1:05
5. «B.P.» — 1:47
6. «Unity» — 1:59
7. «Terror Eyes» — 2:40
8. «So Wicked» — 0:46
9. «Profit» — 0:54
10. «Freddy’s Revenge» — 1:47
11. «Mistake» — 0:43
12. «Things Of Beauty» — 4:05
13. «Protest» — 0:30
14. «Gas Joe Pearce» — 0:54
15. «Lies» — 1:55
16. «Tortured Tears» — 1:31
17. «Turkeys» — 0:56
18. «D.I.Y.» — 1:01
19. «Suck» — 0:42
20. «Deception» — 2:53
21. «Could You Look Me in the Eyes» — 1:42
22. «Sometimes I’m So Glad» — 2:03
23. «At the Edge» — 1:02
24. «Reject» — 1:26
25. «Escape» — 0:58
26. «Mega Armageddon Death» — 0:05

## Участники записи
- Andy — гитара, вокал;
- Dom — бас-гитара;
- Simon — ударные.